# Me’ir Niccan
Me’ir Niccan (ang. Meir Nitzan, ur. 1932 w Bukareszcie, zm. 19 kwietnia 2025) – izraelski polityk, burmistrz izraelskiego miasta Riszon le-Cijjon w latach 1983–2008.
Sprawował swoją funkcję od 1983 i od tego czasu pięciokrotnie wygrywał wybory na najwyższe stanowisko w mieście. Jest jednym z najbardziej znanych i lubianych polityków w historii miasta. Za jego kadencji powstała nowa zachodnia dzielnica miasta.